# Wai Arang
Wai Arang is een bestuurslaag in het regentschap Lampung Timur van de provincie Lampung, Indonesië. Wai Arang telt 2008 inwoners (volkstelling 2010).